# Шенье, Мари Пьер
Мари Пьер Шенье (фр. Marie-Pierre Chénié; 8 июня 1773, Париж — 6 мая 1832, Париж) — французский контрабасист, органист, композитор и музыкальный педагог.
Изучал музыку под руководством аббата д’Одимона. В 16 лет дебютировал как композитор мессой, исполненной в парижской церкви Сен-Жак-де-ла-Бушери. В 1795—1820 гг. контрабасист оркестра Парижской оперы. Одновременно некоторое время был органистом церкви Святого Людовика при больнице Сальпетриер. С 1827 г. и до конца жизни профессор Парижской консерватории.
Масон, состоял с 1812 г. в ложе «Изида», затем в ложе «Les Cœurs Unis».
Автор разнообразной духовной музыки, а также популярных песен (напр., «Настоящий француз», 1828). В 1824 г. написал на слова Жана-Николя Буйи две траурные песни для масонской траурной церемонии в память о короле Людовике XVIII.